# Groundation
I Groundation sono un gruppo musicale roots reggae di fama internazionale caratterizzato da un'evidente influenza jazz. I Groundation provengono da Sonoma, California del Nord.

## Storia del gruppo
Il gruppo viene fondato nell'autunno del 1998 da Harrison Stafford, Marcus Urani, e Ryan Newman, che si erano conosciuti in una Università di jazz. Nel 1999, Stafford e Kris Dilbeck fondano la casa discografica Young Tree Records che dà vita al primo album dei Groundation chiamato appunto Young Tree. Nel 2000 si unisce al gruppo anche David Chachere, un trombettista di musica jazz di San Francisco, e Kelsey Howard, un suonatore di trombone. Tra il 1999 e il 2001, Stafford insegna all'Università di Sonoma tenendo il primo corso di Storia della Musica Reggae. Nel 2001 si unisce al gruppo anche il batterista Paul Spina.

## Formazione
- Harrison Stafford - voce, chitarre
- Marcus Urani - tastiere
- Ryan Newman - basso
- David "Diesel" Chachere - tromba
- Kelsey Howard - trombone
- Te Kanawa Haereiti alias Rufus - batteria
- Mingo Lewis Junior - conga, percussioni
- Kim Pommell - cori
- Stephanie Wallace - cori

## Discografia
- 1999 - Young Tree (rimasterizzato nel 2002)
- 2001 - Each One Teach One
- 2002 - Hebron Gate
- 2003 - Dragon War
- 2004 - We Free Again
- 2005 - Dub Wars
- 2006 - Upon the Bridge
- 2009 - Here I Am
- 2011 - The Gathering of the Elders
- 2012 - Building An Ark
- 2014 - A Miracle
- 2018 - Each One Dub One
- 2018 - The Next Generation

Rockamovya (progetto parallelo di Harrison Stafford, Marcus Urani e Ryan Newman con Leroy "Horsemouth" Wallace e Will Bernard.):
- 2008 - Rockamovya